# Liste der Monuments historiques in Le Relecq-Kerhuon
Die Liste der Monuments historiques in Le Relecq-Kerhuon führt die Monuments historiques in der französischen Gemeinde Le Relecq-Kerhuon auf.

## Liste der Bauwerke
| Bezeichnung         | Beschreibung                           | Standort | Kennzeichnung | Schutzstatus | Datum | Bild           |
| ------------------- | -------------------------------------- | -------- | ------------- | ------------ | ----- | -------------- |
| Manoir de Lossulien | Herrenhaus mit Kapelle, erbaut um 1512 | (Lage)   | PA00090395    | Inscrit      | 1966  | weitere Bilder |

## Liste der Objekte
- Monuments historiques (Objekte) in Le Relecq-Kerhuon in der Base Palissy des französischen Kultusministeriums